# Pešgaldarameš
Pešgaldarameš war der achte König (etwa 1534–1485 v. Chr.) der Meerland-Dynastie, die für etwa 350 Jahre von etwa 1783 bis 1415 v. Chr. den Süden Mesopotamiens beherrschte. Pešgaldarameš ist aus späteren Königslisten und Chroniken, aber auch von einigen zeitgenössischen Urkunden bekannt. Er gehört zu den bestbezeugten Herrschern dieser Dynastie und soll nach den Königslisten 50 Jahre regiert haben.
Pešgaldarameš ist vor allem vom Keilschrifttexten, die sich heute in der Schøyen Collection befinden, bekannt. Die 474 Texte stammen wahrscheinlich aus einem Palastarchiv. Ihr genauer Fundort ist jedoch nicht überliefert. Sie kommen offensichtlich aus einer Raubgrabung. Er ist auch von zwei religiösen Texten bekannt.
In Mesopotamien dieser Zeit wurde nach Herrscherjahren datiert, die Jahre wurden nicht einfach durchgezählt, sondern nach wichtigen Ereignissen benannt. Aus der Regierungszeit von Pešgaldarameš  sind fünf solcher Jahresnamen bekannt, die an das Ende seiner Regierungszeit gehören. Das letzte datiert in sein 29. Regierungsjahr, die nachfolgenden Datierungen gehören zu König Ayadaragalama. Dies deutet an, dass Pešgaldarameš  nur 29 Jahre regiert hat, was im Gegensatz zu den 50 Jahren steht, die aus den späteren Königslisten bekannt sind.